# Pavilionis
Pavilionis ist ein litauischer männlicher Familienname.

## Weibliche Formen
- Pavilionytė (ledig)
- Pavilionienė (verheiratet)

## Personen
- Rolandas Pavilionis (1944–2006), Philosoph und Politiker
- Žygimantas Pavilionis (* 1971), Botschafter